# Thomas Unnerstall
Thomas Unnerstall (* 6. Januar 1960) ist ein deutscher Energiemanager und Berater.

## Leben und Wirken
Unnerstall studierte Physik, Mathematik und Philosophie an den Universitäten Göttingen, Freiburg und Tübingen und promovierte 1987 bis 1989 am Institut für theoretische Physik der Universität Tübingen.
Anschließend war er Referent bei der Landesanstalt für Umwelt Baden-Württemberg und von 1992 bis 1994 persönlicher Referent von Umweltminister Harald B. Schäfer (Kabinett Teufel II, CDU-SPD-Koalition). Von 1995 bis 2000 war er leitender Angestellter bei der EnBW AG und von 2002 bis 2010 bei den Stadtwerken Karlsruhe tätig. Von 2010 bis 2016 war Unnerstall im Vorstand der N-ERGIE AG (Nürnberg).
Seither arbeitet er als selbständiger Berater, Autor und Redner.

## Veröffentlichungen

### Bücher
- 2021: Faktencheck Nachhaltigkeit – Ökologische Krisen und Ressourcenverbrauch unter der Lupe. Springer.[5]
- 2018: Energiewende verstehen. Die Zukunft von Autoverkehr, Heizen und Strompreisen. Springer.
- 2018: The German Energy Transition. Design, Implementation, Cost and Lessons. Springer.
- 2016: Faktencheck Energiewende. Konzept, Umsetzung, Kosten – Antworten auf die 10 wichtigsten Fragen. Springer.

### Artikel (Auswahl)
- 2021: Klimaneutralität schon 2040?
- 2021: Mythos Energieeffizienz (erschienen am 1. April 2021 in Energie & Management)
- 2019: Klimaschutz und Konsumverzicht
- 2018: BDI-Studie: Gut gemacht, aber wegen Kostendegression schon veraltet
- 2018: Die Energiewende bis 2030 ist erfolgversprechend